# Vessel (альбом)
Vessel —  третий студийный альбом американского дуэта Twenty One Pilots, выпущенный 8 января 2013 года. Это первый альбом группы, выпущенный на лейбле Fueled by Ramen, и дебютный на мейджор-лейбле. Vessel дебютировал с 58 строчки в чарте Billboard 200, а в 2016 году достиг 21 места. По состоянию на июль 2019 года альбом был продан тиражом более 2 млн копий. Все треки имеют как минимум золотую сертификацию RIAA, что делает Twenty One Pilots первой группой или исполнителем, достигшим этого с двумя отдельными альбомами.

## Предыстория
Старые школьные друзья Тайлер Джозеф, Ник Томас и Крис Салих сформировали Twenty One Pilots в 2009 году. В том же году группа выпустила свой дебютный одноимённый альбом. Тем не менее Томас и Салих ушли из группы в 2011 году из-за плотных графиков. Вскоре после этого к Тайлеру присоединился Джош Дан. Джозеф и Дан впервые познакомились, когда Джош играл в группе House of Heroes. Увидев выступление Джоша c House of Heroes, Тайлер был впечатлён, после чего они стали выступать вместе. В этом же году группа в уже новом составе (в который входили только Тайлер и Джош) выпустила альбом Regional at Best. В июне дуэт сыграл свое первое шоу за пределами штата для группы из 12 человек. Дуэт вскоре завоевал популярность благодаря серии видео, сделанных другом группы Марком К. Эшлеманом. Дуэт отыграл свой последний концерт как неофициальная группа в зале Newport Music Hall в Колумбусе, штат Огайо, где было в общей сложности 1800 зрителей. После этого дуэт подписал контракт с Fueled by Ramen в 2012 году.

## Производство
Джозеф написал альбом «не зная, хотят ли услышать его люди».
Запись Vessel состоялась в студии Rocket Carousel Studio, расположенной в Лос-Анджелесе, штат Калифорния, с продюсером Грегом Уэллсом. Уэллс предоставил дополнительные синтезаторы, клавишные и программы. Уэллс микшировал альбом, в то время как Ян МакГрегор помог с записью. Мастеринг был исполнен Хоуи Вайнбергом и Деном Гербаргом в мастерской Хоуи Вайнберга, также в Лос-Анджелесе.

## Релиз
Летом 2012 года Twenty One Pilots выпустили EP Three Songs, в котором были представлены треки «Guns for Hands», «Migraine» и «Ode to Sleep». 11 сентября «Holding On to You» был выпущен в качестве сингла. 18 декабря альбом был доступен для потоковой передачи через Entertainment Weekly. Vessel был выпущен через лейбл Fueled by Ramen 8 января 2013 года. Двое пожилых людей, изображенных на обложке альбома, являются дедами Джозефа и Дана.
«Lovely» был выпущен как сингл в Японии 17 апреля 2013 года и включен в качестве бонус-трека в японском издании Vessel. «House of Gold» был выпущен в качестве радио-сингла 6 августа. 15 сентября «Fake You Out» был выпущен как сингл. 4 октября вышел видеоклип на «House of Gold». Видео на песню было срежиссировано  Уорреном Коммерссом и снято на ранчо Уилла Смита за пределами Лос-Анджелеса, Калифорния. 18 марта 2014 года «Car Radio» был выпущен в качестве радио-сингла.

## Реакция критиков
Vessel получил в основном положительные отзывы критиков. Джейсон Петтигрю, редактор Alternative Press, опубликовал позитивный обзор, похвалив мульти-жанровое влияние альбома: «Дебют на мейджор-лейбле от Twenty One Pilots основывается на таких жанрах, как электропоп, хип-хоп и поп-музыка - и это только первая песня». Дэйв ДиМартино из журнала Rolling Stone отозвался об альбоме негативно, заявив, что альбом вобрал в себя худшие элементы из рэп-рока прошлого десятилетия и творчества групп вроде Linkin Park и Blink-182.

## Список композиций
| №                   | Название            | Длительность |
| ------------------- | ------------------- | ------------ |
| 1.                  | «Ode To Sleep»      | 5:08         |
| 2.                  | «Holding On to You» | 4:23         |
| 3.                  | «Migraine»          | 3:59         |
| 4.                  | «House of Gold»     | 2:43         |
| 5.                  | «Car Radio»         | 4:27         |
| 6.                  | «Semi-Automatic»    | 4:14         |
| 7.                  | «Screen»            | 3:49         |
| 8.                  | «The Run and Go»    | 3:49         |
| 9.                  | «Fake You Out»      | 3:51         |
| 10.                 | «Guns for Hands»    | 4:32         |
| 11.                 | «Trees»             | 4:27         |
| 12.                 | «Truce»             | 2:22         |
| Общая длительность: | Общая длительность: | 47:44        |

| №   | Название                                                       | Длительность |
| --- | -------------------------------------------------------------- | ------------ |
| 13. | «Glowing Eyes» (из Regional at Best)                           | 4:26         |
| 14. | «Kitchen Sink» (из Regional at Best)                           | 5:34         |
| 15. | «Lovely» (перезаписанная версия; оригинал на Regional at Best) | 4:18         |
| 16. | «Forest» (из Regional at Best)                                 | 4:06         |

| №   | Название                                    | Длительность |
| --- | ------------------------------------------- | ------------ |
| 17. | «The Pantaloon» (live from the LC Pavilion) | 3:41         |
| 18. | «House of Gold» (live from the LC Pavilion) | 3:00         |
| 19. | «Track by Track Commentary»                 | 24:09        |

| №   | Название                                    | Длительность |
| --- | ------------------------------------------- | ------------ |
| 13. | «Holding On to You» (live at LC Pavilion)   | 5:35         |
| 14. | «Car Radio» (live at LC Pavilion)           | 4:30         |
| 15. | «Trees» (live at LC Pavilion)               | 6:10         |
| 16. | «Guns for Hands» (live at LC Pavilion)      | 6:00         |
| 17. | «Ode to Sleep» (live at Newport Music Hall) | 5:14         |
| 18. | «Forest» (live at Newport Music Hall)       | 4:32         |

| №   | Название                                                       | Длительность |
| --- | -------------------------------------------------------------- | ------------ |
| 13. | «Lovely» (перезаписанная версия; оригинал на Regional at Best) | 4:18         |
| 14. | «Holding On to You» (live at Newport Music Hall)               | 5:19         |
| 15. | «Car Radio» (live at Newport Music Hall)                       | 4:46         |
| 16. | «Guns for Hands» (Dzeko & Torres remix)                        | 5:03         |

## Участники записи
- Тайлер Джозеф — вокал, пианино, клавишные (кроме трек 12), укулеле (треки: 4 и 7), бас-гитара (треки: 1-3 и 5-11), гитара (треки: 1-3, 5, 8, 10 и 11), клавитара (трек 9), органы (трек 8), программирование
- Джош Дан — барабаны и перкуссия (кроме трек 12), бэк-вокал (трек 10)

Также
- Грег Уэллс — доп. клавишные (кроме трек 12), программирование

Производство
- Грег Уэллс - продюсер, микширование
- Тайлер Джозеф - доп. продакшн
- Ян МакГрегор - запись
- Хоуи Вайнберг, Дэн Гербарг - мастеринг
- Reel Bear Media, Вирджилио Цай - арт-направление, дизайн
- Reel Bear Media - фотографии
- Роб Голд - арт-менеджер
- Джош Скубель - производство упаковки

## Чарты
| Чарт (2013–17)                           | Наивысшая позиция |
| ---------------------------------------- | ----------------- |
| Australian Albums (ARIA)                 | 51                |
| Бельгия/Фландрия (Ultratop)              | 126               |
| Canadian Albums Chart                    | 29                |
| Нидерланды (Album Top 100)               | 53                |
| Финляндия (Suomen virallinen lista)      | 49                |
| French Albums (SNEP)                     | 143               |
| Ирландия (IRMA)                          | 24                |
| Italian Albums (FIMI)                    | 91                |
| Japanese Albums (Oricon)                 | 62                |
| New Zealand Albums (RMNZ)                | 16                |
| Шотландия (Scottish Albums Chart)        | 53                |
| South Korean Albums (GAON)               | 83                |
| South Korean International Albums (GAON) | 7                 |
| Swedish Albums (Sverigetopplistan)       | 60                |
| Великобритания (UK Albums Chart)         | 39                |
| US Billboard 200                         | 21                |
| US Billboard Alternative Albums          | 10                |
| US Billboard Catalog Albums              | 3                 |
| US Billboard Digital Albums              | 9                 |
| US Billboard Tastemaker Albums           | 8                 |
| US Billboard Top Album Sales             | 16                |
| US Billboard Top Rock Albums             | 15                |
| US Billboard Vinyl Albums                | 3                 |

| Чарт (2015)                 | Позиция |
| --------------------------- | ------- |
| US Billboard 200            | 119     |
| US Billboard Catalog Albums | 20      |
| Чарт (2016)                 | Позиция |
| Dutch Albums (MegaCharts)   | 93      |
| UK Albums (OCC)             | 79      |
| US Billboard 200            | 38      |

## Сертификации
| Регион                                                      | Сертификация  | Продажи    |
| ----------------------------------------------------------- | ------------- | ---------- |
| Канада (Music Canada)                                       | Золотой       | 40 000     |
| Великобритания (BPI)                                        | Платиновый    | 300 000    |
| США (RIAA)                                                  | 2× Платиновый | 2 000 000^ |
| ^ Данные о тиражах приведены только на основе сертификации. |               |            |